# Raoul Rémy
Raoul Rémy (Marsella, 25 de octubre de 1919 - Marsella, 22 de septiembre de 2002) fue un ciclista francés, que fue profesional entre 1944 y 1957. Durante estos años conseguirá 38 victorias, siendo las más importantes dos etapas en el Tour de Francia, el 1948 y el 1952.

## Palmarés
- 1946 
  - 1.º del de Auriol
  - 1.º del Gran Premio Gustave Ganay en Marsella
  - Vencedor de una etapa de la París-Niza
- 1947 
  - 1.º del Circuito del Indre
  - 1.º del Premio de Ajaccio
  - 1.º de la Grande Combe
  - 1.º de los Grandes Premios de Auvernia y vencedor del Gran Premio de Chamalières
- 1948 
  - 1.º de la París-Camembert
  - 1.º del Premio de la Grande Combe
  - Vencedor de una etapa al Tour de Francia
  - Vencedor de una etapa al Tour del Suroeste
- 1949 
  - 1.º del Gran Premio de Catox
  - 1.º del Gran Premio de Guelma y vencedor de 2 etapas
- 1950 
  - 1.º del Premio de La Ciotat
  - 1.º de los Comerciantes de Ruan
  - 1.º de Manosque
  - 1.º de la París-Clermont-Ferrand
  - Vencedor de una etapa al Tour del Sudeste
  - Vencedor de una etapa del Gran Premio de Guelma
- 1951 
  - 1.º del Tour de Vaucluse
  - 1.º del Gran Premio de Niza
  - 1.º del Premio de Nantua
- 1952 
  - 1.º del Gran Premio del Echo de Oran
  - 1.º del Premio de Riez
  - Vencedor de una etapa al Tour de Francia
  - Vencedor de una etapa al Critérium del Dauphiné
- 1953 
  - 1.º del Circuito del alta Saboya
- 1954 
  - 1.º en el Gran Premio de l'Écho d'Alger
  - 1.º en Marsella
  - Vencedor de una etapa de la París-Niza
- 1955 
  - 1.º del Critèrium de Aix-en-Provence
  - 1.º a Sète
  - 1.º a Montélimar
- 1956 
  - Vencedor de una etapa de la Vuelta en Mallorca
- 1957
  - 1.º a Barsac

## Resultados en Grandes Vueltas
| Carrera         | 1947 | 1948 | 1949      | 1950 | 1951       | 1952 | 1953 | 1954 | 1955      | 1956      |
| --------------- | ---- | ---- | --------- | ---- | ---------- | ---- | ---- | ---- | --------- | --------- |
| Giro de Italia  | -    | -    | -         | -    | -          | -    | -    | -    | -         | Ab.       |
| Tour de Francia | 28.º | 23.º | Ab. (4.ª) | 34.º | Ab. (22.ª) | 37.º | ̈51.º | 38.º | Ab. (8.ª) | -         |
| Vuelta a España | -    | -    | -         | -    | -          | -    | -    | -    | 42.º      | Ab. (4.º) |